# Edward S. Curtis
Edward Sheriff Curtis (16. veljače, 1868. – 19. listopada, 1952.), američki fotograf poznat po slikama Divljeg zapada i američkih indijanskih plemena.